# Amoúrion
Amoúrion (Amouri) är en ort i Grekland.   Den ligger i prefekturen Fthiotis och regionen Grekiska fastlandet, i den centrala delen av landet, 160 km nordväst om huvudstaden Aten. Amoúrion ligger 37 meter över havet och antalet invånare är 278.
Terrängen runt Amoúrion är varierad. Runt Amoúrion är det ganska tätbefolkat, med 93 invånare per kvadratkilometer. Närmaste större samhälle är Lamia, 8,6 km öster om Amoúrion. Trakten runt Amoúrion består till största delen av jordbruksmark.